# جائزة المخترع الأوروبي
جائزة المُخترع الأوروبي، جائزة المُخترع الأوروبية أو جوائز المُخترع الأوروبي (وكانت تُعرف سابقًا باسم مُخترع العام الأوروبي حتى تغيّر اسمها في عام 2010)، هو تكريم يمنحه سنويًا المكتب الأوروبي لبراءات الاختراع، وأحيانًا بدعم من رئاسة مجلس الاتحاد الأوروبي والمفوضية الأوروبية، للمُخترعين الذين قدموا مُساهمة كبيرة في مجال الابتكار والاقتصاد والمُجتمع في أوروبا.
تُؤخذ الاختراعات في جميع المجالات التكنولوجية بعين الاعتبار لنيل هذه الجائزة. يُقدَّم للفائزين في كل فئة جائزة على شكل شراع سفينة، ولا يوجد أي مكافأة مالية مُرتبطة بهذه الجائزة.

## الترشيح والاختيار
تُمنح جائزة المخترع الأوروبي في الفئات الخمس التالية:
- الصناعة.
- الشركات الصغيرة والمتوسطة الحجم.
- الأبحاث.
- الدول غير الأوروبية.
- جائزة الإنجاز مدى الحياة.

منذ عام 2013، يُدعى الجمهور للتصويت لاختيار الفائز بجائزة اختيار الجمهور من بين المُرشحين النهائيين.

## الفئات
يطلب المكتب الأوروبي لبراءات الاختراع كل عام من فاحصي براءات الاختراع التابعين له ومن فاحصي مكاتب براءات الاختراع في المكتب الأوروبي بالدول الأعضاء ومن عامة الناس اقتراح اختراعات للجائزة التي تٌسجل براءات اختراعها في المكتب الأوروبي لبراءات الاختراع والتي تُساهم بشكل كبير في الابتكار والاقتصاد والمٌجتمع في أوروبا.
تُعد قائمة قصيرة بالمرشحين من المُقترحات وتُقدم إلى لجنة تحكيم دولية. تختار لجنة التحكيم المُستقلة ثلاثة مُخترعين عن كل فئة للجولة النهائية، وتختار في النهاية الفائزين.